# Victor Antoine Signoret
Victor Antoine Signoret (Parijs, 6 april 1816 - Parijs, 3 april 1889) was een Frans arts, farmacoloog en entomoloog. 
Hij specialiseerde zich in hemiptera (halfvleugeligen). Hij publiceerde de wetenschappelijke beschrijving van een groot aantal soorten voor het eerst. 
In 1845 behaalde Signoret zijn doctoraat in de farmacologie aan de Universiteit van Parijs. Zijn proefschrift was getiteld "De l'Arsenic considéré sous ses diverse points de vue". 
De farmacologie maakte hem tot een rijk man en hij kon daardoor veel reizen maken om insecten te verzamelen, vooral in Europa maar ook in Klein-Azië . Zijn zeer belangrijke collectie bevindt zich in het 
Naturhistorisches Museum Wien, Wenen, Oostenrijk en in het Museo de la Specola in Florence, Italië.
Hij schreef meer dan 80 artikelen, en beschreef een groot aantal soorten, voornamelijk hemiptera, voor het eerst. Hij was lid van de Société entomologique de France en 
tevens erelid van de Entomological Society of London.

## Taxa
Er zijn ook als eerbetoon een aantal diersoorten naar hem vernoemd, zoals: 
- De signorets steltwants (Berytinus signoreti), een wants uit de familie steltwantsen
- Abedus signoreti, een reuzenwaterwants.
- Pentacora signoreti, een oeverwants.
- Umbonia signoreti, een doorncicade

## externe links
- Bibliothèque nationale de France: cb10594029k (data)
- Stuttgart Database of Scientific Illustrators 1450–1950: 10668
- Gemeinsame Normdatei: 1104178222
- International Standard Name Identifier: 0000 0003 5964 0830
- Library of Congress Control Number: no2023046430
- Nederlandse Thesaurus van Auteursnamen: 153095679
- Système universitaire de documentation: 114627703
- Virtual International Authority File: 221445762
- WorldCat: E39PBJmP6bDDkFrcjrjWyBkCcP